# Maik Santos
Maik Ferreira dos Santos oder kurz Maik (* 6. September 1980 in São Paulo) ist ein brasilianischer Handballspieler. Der 1,80 m große Torwart spielt seit 2018 für den brasilianischen Erstligisten Handebol Taubaté und steht zudem im Aufgebot der brasilianischen Nationalmannschaft.

## Karriere

### Verein
Im Alter von 12 Jahren begann Maik Santos mit dem Handball. Seine Laufbahn startete bei Associação Atlética Acadêmica Metodista in São Bernardo do Campo. Mit Metodista gewann er 1995, 1997 bis 2002 sowie 2004 die erste brasilianische Liga, die Liga Nacional, 1995, 1999, 2000, 2001 und 2003 die Regionalmeisterschaft von São Paulo, die Campeonato Paulista, sowie 1996, 1998 und 2000 die südamerikanische Klubmeisterschaft, die Campeão Sul Americano de Clubes. Außerdem war er mit der Mannschaft bei zahlreichen regionalen Turnieren und Pokalwettbewerben erfolgreich. Beim IHF Super Globe im Jahr 2002 belegte er mit dem Team den dritten Rang.
Im Jahr 2005 wechselte der Torhüter nach Spanien, kehrte aber bereits nach einigen Monaten nach Brasilien zurück und wurde mit MRV/Unicesumar/Paiquerê FM/Londrina aus Londrina brasilianischer Meister 2005. Daraufhin zog er zum EC Pinheiros, mit dem er 2006 die Regionalmeisterschaft von São Paulo und 2007 die Meisterschaft erringen konnte. In der Saison 2008/09 versuchte er sein Glück in Spanien bei CB Atlético Boadilla in Boadilla del Monte. Anschließend unterschrieb er bei MRV/Unicesumar/Paiquerê FM/Londrina, wo er ohne Erfolg blieb. 2012 schloss er sich Handebol Taubaté an. Mit dem Klub aus Taubaté gewann er 2015 die Regionalmeisterschaft von São Paulo, 2013, 2014 und 2016 die nationale Meisterschaft sowie 2013 bis 2016 die panamerikanische Klubmeisterschaft. 2013, 2014, 2015 und 2016 nahm er wieder am Super Globe teil. Von 2016 bis Anfang 2018 spielte Maik für den al-Rayyan SC in Katar.
Seit 2018 läuft er wieder für Taubaté auf. Dort gewann er 2018 bis 2021 die Regionalmeisterschaft von São Paulo, 2019 bis 2021 die brasilianische Meisterschaft, 2018 die panamerikanische Klubmeisterschaft sowie 2019 und 2022 die süd- und zentralamerikanische Klubmeisterschaft. Mit Taubaté nimmt er am IHF Super Globe 2022 teil.

### Nationalmannschaft
Mit der brasilianischen Nationalmannschaft nahm Maik Santos an den Olympischen Spielen 2008 in Peking und den Olympischen Spielen 2016 in Rio de Janeiro teil. Bei kontinentalen Wettkämpfen gewann er mit Brasilien 2007 und 2015 Gold sowie 2011 Silber bei den Panamerikanischen Spielen, 2016 Gold sowie 2010 und 2014 Silber bei der Panamerikameisterschaft.
Zudem nahm er an den Weltmeisterschaften 2001, 2003, 2007, 2009, 2017 und 2021 teil.
Bisher bestritt er mindestens 223 Länderspiele, in denen er 7 Tore erzielte.

## Privates
Sein älterer Bruder Marcão nahm als Handballtorwart u. a. an den Olympischen Spielen 2004 in Athen teil, seine Frau Lucila als rechte Rückraumspielerin u. a. an den Olympischen Spielen 2000, 2004 und 2008. Seine Tochter spielt ebenfalls Handball.